# Fernand Rabier
Pour les articles homonymes, voir Rabier.
Fernand Rabier, de son nom complet Athos Fernand Rabier, est un homme politique français de la IIIe République, né le 23 juillet 1855 à Beaugency dans le département du Loiret et mort le 15 avril 1933 dans le 7e arrondissement de Paris,.
Fernand Rabier exerce des mandats de conseiller municipal, maire, conseiller général, président du conseil général, député et sénateur.

## Biographie
Ce fils d'une longue lignée de meuniers de Josnes (Loir-et-Cher) devient avocat et s'inscrit au Barreau d'Orléans, après des études au lycée d'Orléans et à la Faculté de droit de Paris.
À 28 ans, il entre au conseil municipal d'Orléans en mai 1884, puis, à la mort du maire en exercice, Charles Sanglier, il est élu 3ème adjoint au maire le 22 avril 1887. 
Il ne reste que quelques mois à ce poste, mais c'est le début d'une carrière politique de 45 ans, tout entière consacrée au radical-socialisme.
Il rentre au Palais-Bourbon à la suite des élections partielles de 1888.
Il remporte victoire sur victoire lors des consultations législatives pendant 31 ans de suite dans la première circonscription d'Orléans, mandat auquel il ajoutera la mairie d'Orléans de 1912 à 1919. 
À la Chambre des députés, ce proche d'Émile Combes, joue un rôle important : secrétaire de 1889 à 1891 et vice-président de 1906 à 1908 puis en 1914.
Lorsque l'affaire Dreyfus enflamme l'opinion et la presse, il considère qu'elle ne regarde que la justice, toutefois, il vote avec les dreyfusards.
Il est l'un des rédacteurs de la Loi de 1905 sur la séparation de l'Église et de l'État. 
Ami de l'écrivain Charles Péguy, il contribue à la diffusion des Cahiers de la Quinzaine, notamment au sein des établissements d'enseignement.  
Il est battu aux législatives de novembre 1919, dans le cadre d'un scrutin proportionnel plurinominal.
Les victoires de Rabier sur une si longue période s'expliquent par diverses raisons :
La droite ne lui oppose que des candidats « sur mesure » et soutenus par l'évêché, ce qui, en cette période de luttes anticléricales apporte à Fernand Rabier une facile adhésion populaire.
Sa carrière politique ne s'arrête cependant pas là puisque, dans la foulée de cette défaite aux élections législatives, il parvient à se faire élire sénateur, le 1er janvier 1920, et conserve ce mandat jusqu'à sa mort, en 1933. Au palais du Luxembourg, il est élu par ses pairs, à quatre reprises, à une des vice-présidences de la haute assemblée et, préside à ce titre, en mai 1931 et mai 1932, les séances de l'Assemblée nationale (réunion du Sénat et de la Chambre des députés) au cours desquelles Paul Doumer puis Albert Lebrun sont élus à la présidence de la République.
Au niveau départemental, il est conseiller général du canton d'Orléans-Nord-Ouest de 1907 à 1933 et président du conseil général du Loiret de 1925 à 1933.
Fernand Rabier est enterré au grand cimetière d'Orléans.

## Hommage
Un rosier grimpant du nom de 'Fernand Rabier' lui est dédié en 1918 par son ami le rosiériste orléanais Eugène Turbat.